# Interim Control Module

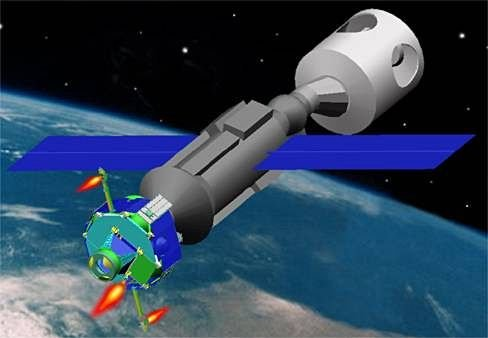
ISS Interim Control Module

Das Interim Control Module (ICM) war ein von der NASA konstruiertes Modul, das als vorübergehender Antrieb für die Internationale Raumstation dienen sollte, falls der Start des Swesda-Moduls erheblich verzögert oder es beim Start zerstört worden wäre. Es entstand aus einer Titan-Raketenoberstufe, mit der Aufklärungssatelliten auf verschiedenen Umlaufbahnen positioniert wurden. Das ICM hätte die Lebensdauer des Sarja-Moduls verlängern können, indem es diesem gleichwertige Antriebsmöglichkeiten zur Verfügung gestellt hätte, auch wenn es keine Lebenserhaltungssysteme besitzt.
Im Jahr 1997 beauftragte die NASA das Naval Research Laboratory (NRL) mit der Untersuchung, ob ein bestehendes Raumfahrtsystem so angepasst werden kann, dass man ein kostengünstiges Reserve-Antriebssystem für die Internationale Raumstation erhält. Um den engen Zeitplan der NASA einhalten zu können, wurde NRL schließlich beauftragt, mit dem Bau des ICM zu beginnen. Von Anfang an war das ICM als Notlösung für die Lageregelung und Bahnkorrekturmanöver der ISS gedacht, welche der NASA erlauben würde, den Zeitplan des Zusammenbaus der ISS auch dann einzuhalten, falls sich der Start von Swesda verzögert hätte.
Das ICM sollte an Bord eines Space Shuttles starten und am russischen Modul Sarja angekoppelt werden. Das ICM hätte genügend Treibstoff für den Betrieb von ein bis drei Jahren enthalten.
Derzeit befindet sich das ICM in einem Bereitschaftsstatus in der Payload Processing Facility  des NRL in Washington, D.C., falls es für zukünftige ISS-Missionen benötigt wird. Das NRL prüft auch alternative Einsatzmöglichkeiten für das ICM.
Insbesondere untersucht auch SpaceX den Start des ICM mit einer Falcon-9-Rakete als eine potenzielle Lösung für die ISS nach der Stilllegung der Shuttle-Flotte.